# Jiří Ramba
Jiří Ramba (7. února 1940 Praha – 23. ledna 2023 Praha) byl český lékař, specialista na čelistní a obličejovou chirurgii.

## Profesní kariéra
Vystudoval stomatologii a posléze i všeobecné lékařství na Univerzitě Karlově. Třicet let pracoval na Dětské stomatologické klinice 2. lékařské fakulty Univerzity Karlovy a Fakultní nemocnice v Motole. Měl dvě atestace ze stomatologie a také atestaci z ústní, čelistní a obličejové chirurgie.
Celoživotně se především zajímal o akutní dětskou traumatologii obličeje i o problematiku dlouhodobých změn, s cílem včasné diagnostiky hrozících deformací a jejich rozvoje, které negativně ovlivňují psychiku dítěte. Nejzávažnějšími se ukázaly být zlomeniny kloubních výběžků dolní čelisti, které nerozpoznány mohou vést k různě výrazným deformitám obličeje. Kloubní výběžky obsahují růstovou chrupavku, z které čelist roste do výšky a do stran, a proto představují jakési „řídící“ centrum vývoje obličeje. Do literatury uvedl „Poúrazovou růstovou asymetrii obličejové kostry po zlomenině kloubního výběžku dolní čelisti“. Byl řešitelem výzkumného úkolu „Biomechanika obličeje“, kde zkoumal vliv přenosu sil v obličejovém skeletu, což mimo jiné napomohlo k objasnění dosud neznámé příčiny vývoje zdvojeného kloubního výběžku dolní čelisti. Na základě zjištěných poznatků zavedl do praxe novou léčebnou metodu tzv. řízenou remodelaci obličejových kostí pomoci odstupňovaného přetěžování u hrozících či již probíhajících anomálií, což příznivě ovlivňuje vývoj obličeje dítěte. Vypracoval techniku fixace jazyka u novorozenců s anomálií známou pod jménem Pierre Robina, kde rozštěp patra, krátká dolní čelist a chabá svalovina jsou vysokým rizikem akutního uzávěru dýchacích cest zapadáním jazyka. Dosavadní léčebné způsoby nebyly dostatečně spolehlivé z důvodu prořezání stehů fixujících jazyk. Nová metoda zabraňuje riziku poškození mozku asfyxií od zapadajícího jazyka, či dokonce udušení novorozence. Podílel se na výzkumném úkolu „Fosilní člověk Evropy“ a na „Antropologicko-lékařském průzkumu historických osobností českých dějin“.
Další oblastí jeho zájmu bylo studium fyziologie čelistního kloubu. Nefyziologické poměry, přítomné někdy ve vyvíjejícím se kloubu, jej během více než čtyřiceti let přivedly k závěru, že čelistní osteoartróza je poruchou dětského věku. Zavedl panoramatické snímkování při maximálně otevřených ústech, což ve většině případů osvětlí příčinu udávaných potíží, a tak významně ulehčí funkční diagnostiku čelistních kloubů. Díky získaným poznatkům o pohybové fyziologii, lze cíleně ovlivňovat a upravovat funkci čelistního kloubu pomocí speciálních rehabilitačních cvičení, tím navodit trvalejší úpravy pohybových vzorců a zklidnění či odstranění potíží. Čelistní osteoartróza je velmi často i důsledkem vrozených či získaných asymetrií dolní čelisti.
Svou specializaci na obličejovou chirurgii využil i při archeologických výzkumech. Od roku 1982 se stal společně s prof. Jaroslavem Komínkem spolupracovníkem prof. Emanuela Vlčka. Podílel se na antropologicko-lékařském vyšetřování lebek historických osobností, jako byli Bedřich Smetana, Karel IV., Václav IV., Ladislav Pohrobek, Jiří z Poděbrad, Maxmilián II., Rudolf II., Eleonora Habsburská a Matouš Ferdinand Sobek z Bílenberka, či dvou žen z doby lovců mamutů z Dolních Věstonic, zapsané v mezinárodním katalogu H. Moviuse a H. Valloise 1952 pod označením Dolní Věstonice III a Brno III. Na lebkách obou žen nalezl známky zhojené zlomeniny kloubních výběžků dolní čelisti v dětském věku, které vedly k různě výrazné růstové asymetrii obličeje. Zabýval se i rozborem anomálie obličejové kostry lebky muže označeného Dolní Věstonice XVI, který kupodivu své těžké a rozsáhlé zranění přežil. Trojrozměrná antropologická rekonstrukce podoby ženy Dolní Věstonice III (zvané šamanka s „křivou“ tváří) byla představena veřejnosti v Moravském zemském muzeu dne 11. května 2017. V ateliéru sochaře Ondřeje Bílka vznikla za odborné spolupráce antropoložky Evy Vaníčkové a představuje projekt v celosvětovém měřítku. Bysta je nyní[kdy?] umístěna v brněnském pavilonu Anthropos.